# Rafael Garzón
Pour les articles homonymes, voir Garzon.
Rafael Garzón (Grenade, 1863 - 1923) est un photographe espagnol.

## Biographie
Garzon est reconnu pour ses photographies de paysages et de monuments de l'Andalousie.
En particulier, il acquit la célébrité grâce à ses portraits réalisés dans son studio à l'intérieur de l'Alhambra.
Il illustra le Guide commercial de Grenade. À Séville, où il s'installa en 1901, il ouvrit un studio comportant de somptueuses décorations arabisantes pour ses photographies. Il saisit les portraits de l'aristocratie de Séville ainsi que les premiers touristes du XXe siècle voyageant en Andalousie, ce qui lui donna une notoriété internationale.
Garzon réalisa aussi des cartes postales de monuments de Séville.
Son studio à Séville lui survécut jusqu'en 1935. Il en tint également à Cordoue et Grenade.

## Source
- (en) Cet article est partiellement ou en totalité issu de l’article de Wikipédia en anglais intitulé « Rafael Garzón » (voir la liste des auteurs).